# San Isidro del Arenal
San Isidro del Arenal är en ort i Mexiko.   Den ligger i kommunen Silao de la Victoria och delstaten Guanajuato, i den centrala delen av landet, 290 km nordväst om huvudstaden Mexico City. San Isidro del Arenal ligger 1 763 meter över havet och antalet invånare är 535.
Terrängen runt San Isidro del Arenal är en högslätt. Runt San Isidro del Arenal är det ganska tätbefolkat, med 207 invånare per kvadratkilometer. Närmaste större samhälle är Silao, 4,5 km norr om San Isidro del Arenal. Trakten runt San Isidro del Arenal består till största delen av jordbruksmark.